# Primero soy mexicana
Primero soy mexicana è il terzo album in studio della cantante messicana Ángela Aguilar, pubblicato il 2 marzo 2018.

## Descrizione
L'album consiste in undici cover di brani originariamente interpretati da donne e appartenenti al genere ranchera.

## Accoglienza
Billboard ha collocato Primero soy mexicana alla 13ª posizione in una lista dedicata ai venti migliori album di musica latina del 2018.
Ai Latin Grammy Awards 2018 è stato candidato come Miglior album ranchera/mariachi, per poi ricevere una candidatura anche in occasione dei Grammy Awards 2019.

## Tracce
1. Ya no me interesas – 2:24
2. Corazoncito tirano – 2:27
3. Cielito lindo – 4:31
4. La tequilera – 3:93
5. Cielo rojo – 3:55
6. Tu sangre en mi cuerpo (feat. Pepe Aguilar) – 3:58
7. La Llorona – 8:10
8. La basurita – 2:28
9. Cucurrucucú paloma – 4:18
10. Paloma negra – 3:29
11. Me gustas mucho – 2:50